# Погорелов, Александр Георгиевич
Александр Георгиевич Погорелов (12 января 1952, Валуйки, Курская область — 17 октября 2007, Одесса) — советский футболист, украинский тренер. Мастер спорта СССР (1976). Чемпион СССР (1983).
Образование высшее. Окончил Душанбинский педагогический институт.

## Биография
Родился 12 января 1952 года в Валуйках (ныне — Белгородской области). В футбол начал играть в команде педагогического института в Ленинабаде. Первый тренер — Л. И. Карпов.
Первой командой мастеров форварда стал душанбинский «Памир», в который Погорелов перешёл из любительского коллектива мебельной фабрики Ленинабада. Отыграв четыре сезона в первой лиге, в 1976 году форвард был приглашён в «Черноморец» своим бывшим наставником по «Памиру» Ахмедом Алескеровым. Дебют Александра в основном составе «моряков» состоялся 27 марта 1976 года в матче 1/16 финала Кубка СССР с «Янгиером». Дебют получился удачным: единственный результативный удар нападающего вывел одесситов в следующий раунд.
Отыграв за «Черноморец» два года, в течение которых Погорелов неизменно становился лучшим бомбардиром, форварда призвали в московский ЦСКА для прохождения службы в рядах Вооружённых Сил СССР, после которой был не самый удачный сезон в «Черноморце» (всего 1 гол в 19 матчах), переход в никопольский «Колос», в составе которого он установил рекорд результативности первой лиги, забив в матче со «Спартаком» из Орджоникидзе 6 мячей и судьбоносный переезд в Днепропетровск.
В «Днепр» Погорелов попал в 29-летнем возрасте. Благодаря его голам днепропетровский клуб сумел не только удержаться в высшей лиге в 1981 году, но и поднялся на 8-е место. В том сезоне форвард забил гол-красавец на 90-й минуте (1:0) действующему обладателю Кубка кубков тбилисскому «Динамо», после чего Отари Габелия бросил перчатки и, не дожидаясь финального свистка, ушёл в раздевалку. В первой части чемпионата 1983 года Погорелов был капитаном команды, пока его из состава не вытеснили представители молодого поколения. Но именно после гола Погорелова в Кутаиси на 89-й минуте (победа 3:2) «Днепр» впервые возглавил турнирную таблицу и до завершения чемпионата уже не отдал лидерства.
Расставшись с «Днепром», Погорелов завершил игровую карьеру в Никополе, после чего окончательно перебрался в Одессу, где работал тренером в детско-юношеском и любительском футболе. В чемпионате Одесской области Погорелов четыре раза становился лучшим бомбардиром и стал первым футболистом, забившим 100 мячей в высшей лиге. Его именем областная федерация назвала символический клуб бомбардиров 100.
Заметный след форвард оставил и в ветеранском футболе. Играя за «Ришелье», он неоднократно становился чемпионом Украины по футболу и мини-футболу, в составе ветеранской сборной страны в июне 2000 года стал победителем Кубка мира, а в 1999 году — чемпионата Европы, и стал первым футболистом, забившим в чемпионатах Украины среди ветеранов 50 мячей, в знак чего федерация футбола Украины учредила «Серебряную кроссовку» — приз для бомбардиров, достигших рубежа в 50 забитых мячей.
Проявил себя Погорелов и в качестве тренера: под его руководством одесский клуб ИРИК становился чемпионом и обладателем Кубка Одессы.
В 2001 году форвард был включён в число лучших футболистов Одессы XX века.
Александр Погорелов умер 17 октября 2007 года после продолжительной болезни. В память о нём в августе 2012 года в Сумах был проведён матч ветеранов Сумы — Днепропетровск.

## Достижения
- Чемпион СССР: 1983
- В списках лучших футболистов УССР[укр.]: 1976